# Elaine (Arkansas)
Elaine è un comune degli Stati Uniti d'America, situato in Arkansas, nella contea di Phillips.